# Bernard Ardura
Bernard Ardura (Bordeaux, 1º settembre 1948) è un presbitero francese, dal 14 settembre 2023 presidente emerito del Pontificio comitato di scienze storiche.

## Biografia
Bernard Ardura è nato a Bordeaux il 1º settembre 1948.
Dal 1958 al 1966 ha frequentato il seminario minore dei canonici regolari premostratensi. Dal 1966 al 1972 ha studiato filosofia e teologia nel seminario della sua città natale, Bordeaux.
Il 16 dicembre 1972 è stato ordinato presbitero da monsignor Marius-Félix-Antoine Maziers, arcivescovo metropolita di Bordeaux. In seguito è stato inviato a Roma per studi. Ha conseguito la licenza in teologia dogmatica presso la Pontificia Università Gregoriana. Dal 1976 al 1987 è stato professore di teologia dogmatica e teologia spirituale. Tornato in patria ha proseguito gli studi. Nel 1987 ha ottenuto il dottorato in teologia e un secondo dottorato in storia religiosa presso l'Università Jean-Monnet-Saint-Étienne a Saint-Étienne.
Nel 1987 è diventato bibliotecario e archivista della curia generalizia dell'ordine dei premostratensi a Roma. Il 28 marzo 1988 papa Giovanni Paolo II lo ha nominato consultore della Congregazione delle cause dei santi. Il suo ordine lo ha chiamato a far parte della commissione per la spiritualità e di quella storica. Dal 1990 ha rappresentato la Congregazione nella commissione cultura del Consiglio d'Europa.
Il 2 gennaio 1992 Giovanni Paolo II lo ha nominato sottosegretario del Pontificio consiglio della cultura. Il 7 aprile 1997 lo stesso pontefice lo ha promosso a segretario del medesimo dicastero.
Il 3 dicembre 2009 papa Benedetto XVI lo ha nominato presidente del Pontificio comitato di scienze storiche. Dal 2009 al 2012 è stato procuratore generale del suo Ordine.
Il 14 settembre 2023 papa Francesco ha accolto la sua rinuncia, presentata per raggiunti limiti d'età; gli succede Marek Andrzej Inglot, S.I.
È autore di diversi libri e numerosi articoli e ha collaborato come autore con diverse riviste ed enciclopedie.

## Opere
- (FR) La spiritualité eucharistique, CLD, 1982, ISBN 2-85443-020-4.
- (FR) Nicolas Psaume, 1518 - 1575 évêque et Comte de Verdun, Parigi, Éditions du Cerf, 1990.
- (FR) Saint Bernard de Clairvaux, Association sacerdotale Lumen gentium, 1991.
- (FR) Bernard Ardura e Karel Dolista, Prémontrés en Bohème, Moravie et Slovaquie, Praga, Univerzita Karlová v Praže, 1993, ISBN 80-7066-768-0.
- (FR) Prémontrés histoire et spiritualité, Saint-Étienne, Université de Saint-Etienne, 1995, ISBN 2-86272-073-9.
- (EN) The Order of Prémontré: History and Spirituality, Paisa Pub. Co., 1995.
- Premostratensi: nove secoli di storia e spiritualità di un grande ordine religioso, Bologna, Edizioni Studio Domenicano, 1997, ISBN 88-7094-266-X.
- (FR) La réforme catholique: renouveau pastoral et spirituel, Messène, 1998, ISBN 2-911043-60-X.
- (FR) Bernard Ardura e Paul Poupard, Culture, incroyance et foi: nouveau dialogue, a cura di Jean-Dominique Durand, Roma, Edizioni Studium, 2004, ISBN 88-382-3961-4.